# Амосов, Николай Николаевич
Николай Николаевич Амосов (23 июня 1905 г, СССР, Котласский район, Архангельская область - 30 декабря 1964 г.) — советский военный деятель, генерал-майор.

## Биография
Родился в 1905 году в деревне Песчанка. Член КПСС.
В РККА с 1927 года.
Окончил Военно-политическую академию имени В. И. Ленина.
Участник боёв в районе реки Халхин-Гол.
Участник Великой Отечественной войны: заместитель командира 102-й стрелковой дивизии по политической части, военный комиссар 102-й стрелковой дивизии, военный комиссар штаба 3-й армии, начальник политотдела 3-й армии

Любимцем штаба армии был его комиссар Николай Николаевич Амосов. Высококультурный, душевный человек, он умел всегда найти доброе слово для каждого работника штаба. Будучи тяжело раненным при выходе из окружения, он показал себя мужественным человеком, боевым товарищем, душой всего коллектива штаба.

Указом Президиума Крайовой Рады Народовой ПНР от 21 мая 1946 года был награждён Серебряным Крестом ордена Virtuti Militari.
В 1946—1958 гг. — начальник кафедры истории военного искусства Военно-транспортной академии имени Кагановича.
С 1958 года в отставке.
Умер в 1964 году в Ленинграде.

## Награды
- Орден Ленина (23.07.1944, 20.04.1953)
- Орден Красного Знамени (17.11.1939, 27.08.1943, 10.04.1945, 6.11.1947)
- Орден Суворова II степени (31.05.1945)
- Орден Красной Звезды (03.11.1944)